# Ninjak vs. the Valiant Universe
Ninjak vs. the Valiant Universe ist ein US-amerikanischer Science-Fiction-Actionserie von Regisseur Aaron Schoenke aus dem Jahr 2018. Die Serie basiert auf der gleichnamigen Comicfigur von Valiant Comics. Ursprünglich wurde April 2018 eine Serie mit sechs Folgen produziert, danach erschien am 26. März 2020 ein Film auf der YouTube-Seite von Valiant Comics als Werbung für Bloodshot.

## Handlung
Colin King ist der tödlichste Agent und Waffenexperte des MI6. Als der rücksichtslose Attentäter Roku seine größte Schwäche ausnutzt, ist Ninjak gezwungen, seine engsten Verbündeten zu verraten. Jetzt muss er sich auf der Flucht gegen die mächtigsten Helden stellen, die der Menschheit bekannt sind, in einem hochoktanigen Feuerprozess, der gefährlicher und unberechenbarer ist als alle anderen, denen er zuvor begegnet ist.

## Produktion
Das Projekt wurde erstmals 2016 indirekt von Michael Rowe über seinen Twitter-Account angekündigt. Es wurde bald bekannt gegeben, dass eine Ninjak-Serie in Arbeit ist, in der Rowe angekündigt hat, den Charakter darzustellen. Bald darauf wurde bekannt gegeben, dass viele der Hauptcharaktere des Valiant-Universums zu sehen sein würden, darunter Archer, Armstrong, Timewalker, Faith, Divinity und Savage. Jason David Frank und John Morrison wurden auch als Bloodshot bzw. Eternal Warrior besetzt. Derek Theler spielt den X-O Manowar und Kevin Porter, Chantelle Barry und Nicola Posener spielen im Film auch mit. Auf der New York Comic Con wurde ein Trailer zusammen mit der Ankündigung der verbleibenden Besetzung veröffentlicht. Am 18. April 2018 wurde bekannt gegeben, dass die Serie am 21. April 2018 auf der Website ComicBook.com Premiere haben wird, wobei die verbleibenden fünf Folgen täglich Premiere haben werden.

## Episoden
| Nr. (ges.) | Nr. (St.) | Deutscher Titel | Originaltitel | Erstausstrahlung USA |
| ---------- | --------- | --------------- | ------------- | -------------------- |
| 1          | 1         | -               | Premiere      | 21. Apr. 2018        |
| 2          | 2         | -               | Episode #1.2  | 22. Apr. 2018        |
| 3          | 3         | -               | Episode #1.3  | 23. Apr. 2018        |
| 4          | 4         | -               | Episode #1.4  | 24. Apr. 2018        |
| 5          | 5         | -               | Episode #1.5  | 25. Apr. 2018        |
| 6          | 6         | -               | Finale        | 26. Apr. 2018        |